# Pali
Pali (පාලි pāli, deutsch ‚der Text‘ „die Zeile“) ist eine mittelindoarische Sprache. Ob Pali jemals eine gesprochene Sprache war, ist umstritten. Heute wird es eher als Literatursprache eingestuft. Pali gehört zu den Prakrit-Sprachen. Heutzutage wird Pali als Sakralsprache im südostasiatischen Buddhismus verwendet.

## Pali und Buddhismus
Pali steht in engem Zusammenhang mit dem Buddhismus. Während der ersten Phase des Buddhismus (etwa 500 v. Chr. bis 1. Jahrhundert v. Chr.) bildete sich das Korpus der frühbuddhistischen Schriften heraus. Während dieser Zeit wurden die „Texte“ mündlich im Kollektiv überliefert. Siddhartha Gautama, der Buddha, hat vermutlich in Ardhamagadhi gelehrt; von den historischen Worten des Buddha ist jedoch nichts erhalten. Von dem, woraus diese ersten Anthologisierungen seiner Darlegungen bestanden, existieren nur Übersetzungen in andere Sprachen – vornehmlich ins Pali und etwas später in eine hybride Form des Sanskrit. Das vollständigste Korpus frühbuddhistischer Überlieferung liegt in den Pali Suttas, dem Vinaya und den ältesten Teilen des Abhidhamma vor. (Diese werden von der beträchtlich späteren Schule des Theravāda als Pali-Kanon bezeichnet.) Die Pali-Textsammlung wurde zu Beginn des 1. Jahrhunderts v. Chr. in Ceylon (dem heutigen Sri Lanka) in singhalesischen Schriftzeichen aufgezeichnet. Eine Reihe von Pali-Text-Zitaten sind auf Ashokas Edikten zu finden und stellen die bislang frühesten schriftlichen Text-Zeugen des Pali dar.
Pali ist auch heute noch im südostasiatischen Raum eine Sakralsprache und ähnelt in seiner Bedeutung dem Kirchenlatein Westeuropas oder dem Kirchenslawisch Russlands. Auch heute noch verfassen gebildete Mönche religiöse Texte auf Pali, um sie der internationalen Mönchsgemeinde (vor allem in Myanmar, Thailand und Sri Lanka) zugänglich zu machen.

## Sanskrit und Pali
Sanskrit und Pali weisen im Vokabular viele Ähnlichkeiten auf. Bemerkenswert ist auch die ähnliche Grundstruktur in der Grammatik (drei Geschlechter, Funktion der Kasus, Tempora, Modi usw.). Im Pali als auch im Sanskrit sind alle acht Fälle der indogermanischen Ursprache erhalten geblieben: Nominativ, Vokativ, Akkusativ, Instrumentalis, Dativ, Ablativ, Genitiv und Lokativ. Den Dual des Sanskrit gibt es im Pali nicht.
Sanskrit und Pali sind phonetisch ähnlich. Die beiden sch-Laute des Sanskrit (ś und ṣ; deutsch etwa in Froschschenkel mit der im deutschen Wort in unmittelbarem Kontakt auftretenden Abfolge ṣ - ś, also "asch-Laut" und "isch-Laut") kommen jedoch im Pali nicht vor, ebenso wenig vokalische r und l oder die Diphthonge ai und au. Zusätzlich verwendet Pali kurze e und o als Gegenstücke zu den langen ē und ō des Sanskrit. An der Stelle von Konsonantenverbindungen im Sanskrit stehen im Pali Einfach- oder Doppelkonsonanten (zum Beispiel Sanskrit nirvāṇa, Pali nibbāna).
Trotz seiner Ähnlichkeiten zum rigvedischen Sanskrit weist das Pali morphonologische und lexikalische Unterschiede auf, die darauf hindeuten, dass es von einem oder mehreren Dialekten abstammt, die sich vom rigvedischen Sanskrit unterschieden.

## Forschungsgeschichte

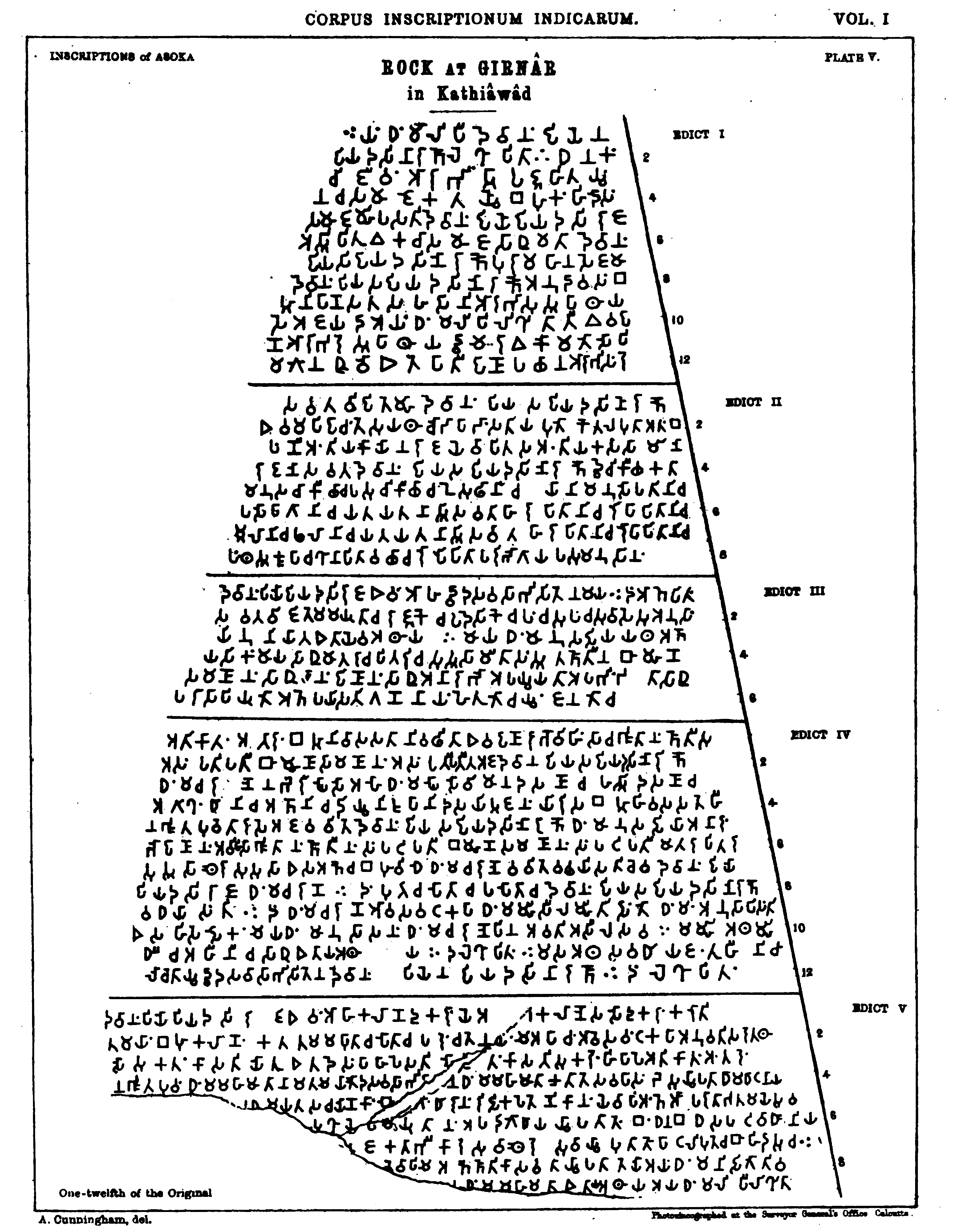
Kopie der Ashoka-Inschrift von Girnar (in Brahmi-Schrift verfasst)

T. W. Rhys Davids vermutete, dass es sich bei Pali um die Sprache des Königreichs Kosala handele, zu dessen Bereich auch das Königreich Shakya gehörte, die Heimat des späteren Buddha Siddhātta Gotama. Niels Ludvig Westergaard und Ernst Kuhn sahen im Pali den Dialekt von Ujjayini, dem heutigen Ujjain (Madhya Pradesh), weil Pali der Sprache der Ashoka-Inschriften von Girnar (Gujarat) am nächsten stehe und weil Mahinda (273–236 v. Chr., Sohn des Ashoka), der um 250 v. Chr. den Buddhismus auf Sri Lanka verkündigte, als Muttersprache den Dialekt von Ujjayini gehabt habe.

## Pali und Magadhi
Auf Sri Lanka und in den anderen Ländern des Theravada-Buddhismus nahm man an, dass Pali identisch mit Magadhi sei, der Sprache der Gegend, in der der Buddhismus entstand, d. h. der Gegend des heutigen Patna. Es konnte jedoch gezeigt werden, dass es sich um zwei verschiedene Dialekte handelt (siehe Prakrit). Zusätzlich sind in das Pali auf Sri Lanka später eine Reihe singhalesischer Wörter eingedrungen, ebenso in den anderen Ländern des Theravada-Buddhismus Wörter der dortigen Landessprachen; diesen Effekt teilt Pali mit den meisten Sakralsprachen der Welt.

## Schrift
Pali hat keine eigene Schrift, sondern wird je nach Land mit verschiedenen örtlichen Schriften geschrieben. In Sri Lanka wurde Pali überwiegend in Sinhala aufgezeichnet, in Myanmar mit der Birmanischen Schrift; beide Schriften stammen von der Brahmi-Schrift ab. Auch sind Pali-Texte in Siddham-Schrift überliefert. Im Westen und in der akademischen Welt überhaupt ist heute die lateinische Schrift üblich geworden (unter Benutzung der Romanisierung der Nationalen Bibliothek von Kalkutta).
Die Aussprache des Pali ist grundsätzlich geprägt durch die Anwendung der gewohnten Ausspracheregeln der verwendeten Schrift oder durch den Lautbestand der jeweiligen Muttersprache des/derjenigen, der/die Pali auswendig rezitiert oder liest.

### Thailand
In Thailand wurden sakrale Texte lange Zeit in der Khom-Schrift (Khmer-Schrift) geschrieben. Prinz Vajirananavarorasa, ein Sohn König Mongkuts (Rama IV.), entwickelte ein System, korrektes Pali mit der thailändischen Schrift zu schreiben. Die Konsonanten und Vokale unterscheiden sich dabei kaum von der gebräuchlichen thailändischen Schrift, jedoch gelten andere Regeln für die Lesart. Die Lesart orientiert sich wieder am Ursprung der thailändischen Schrift, der indischen Brahmi-Schrift. Mit einer kleinen Abwandlung wird dieses System auch heute noch im sakralen Bereich und vor allem im Pali-Studium benutzt. In den Büchern für die Rezitation im Tempel wird der Pali-Text für die thailändischen Laien meist auf die für sie gewohnte Art und Weise geschrieben, also ohne Verwendung von Sonderzeichen und mit Ausschreiben des kurzen A, das nach der Brahmi-Lesart einem Konsonanten automatisch inhärent ist, wenn er nicht durch ein Sonderzeichen ausgeschaltet oder durch ein anderes Vokal-Diakritikum (Vokalzeichen) ersetzt wird.
Obwohl die thailändische Schrift auf der indischen Brahmi-Schrift basiert und alle Konsonantenzeichen aus dem Indischen bewahrt hat, haben der unterschiedliche Phonembestand des Thai sowie der Lautwandel dazu geführt, dass Pali aus thailändischem Mund anders klingt als es Ausspracheregeln für indische Sprachen vermuten lassen.

## Literarische Zeugnisse

### Die Chroniken Sri Lankas
Mahāvaṃsa („Große Chronik“) und Dīpavaṃsa („Chronik der Insel“) sind die auf Pali abgefassten Chroniken der Singhalesen. Der Mahavamsa ist eine über tausend Jahre mündlich überlieferte und schließlich vom buddhistischen Mönch Mahānāma aufgeschriebene Chronik. Der Dipavamsa wurde vermutlich seit dem 4. Jh. v. Chr. verfasst. Mahānāma verfasste den Mahavamsa in der Zeit des Königs Mahāsēna (274–301). Die erste Fortsetzung des Mahavamsa wurde von einem Dichter namens Dhammakitti verfasst, der zur Zeit des Königs Parakrāmabāhu I (1153–1186) lebte. Eine zweite Fortsetzung reicht bis in die Zeit des Parākramabāhu IV (1302–1326), und der abschließende Teil behandelt die Geschichte der Insel bis zur Zeit des Königs Kīrti Srī Rājasiṃha (1747–1781). Die Mahavamsa kann nicht als eine historisch sichere Quelle angesehen werden, da diese unter anderem besagt, dass die Eltern des Gründervaters der Singhalesen, Vijayan, Kinder von einem Löwen und einer Palifrau wären.

### Übersetzungen
Der Indologe Wilhelm Geiger legte 1908 die maßgebliche, kritische Edition des Mahāvaṃsa und 1912 eine Übersetzung ins Englische vor.
Nyanatiloka hat zahlreiche Texte ins Deutsche übersetzt.